# 哈巴河
哈巴河，位于中华人民共和国新疆维吾尔自治区阿勒泰地区哈巴河县境内，为额尔齐斯河右岸支流。哈巴河由哈萨克斯坦境内的喀拉哈巴河与中哈界河阿克哈巴河在中哈边界汇集而成，汇合口位于博塔莫因（保塔美）以北约4千米处。哈巴河自汇合口向东南流15千米后转向西南流，33千米后又转向南流，经吉勒布拉克水电站和喀拉塔斯山口水电站后出山口。山口以下河流向西南流，于齐巴尔镇姜阿乌增村汇入额尔齐斯河。汇合口以下河长114千米，集水面积6228平方千米。